# Hallothamus decorus
Hallothamus decorus là một loài bọ cánh cứng trong họ Cerambycidae.